# Mateusz Pluta (lekkoatleta)
Mateusz Pluta (ur. 17 grudnia 1987 w Radomsku) – polski lekkoatleta, sprinter.
Karierę rozpoczął w Bełchatowskim Klubie Lekkoatletycznym. Jako zawodnik AZS-AWF Kraków (2007–2010) największe sukcesy odnosił w sztafecie 4 x 100 metrów. Jest na tym dystansie 2-krotnym Mistrzem Polski Seniorów (2007 oraz 2008). Podczas Mistrzostw w 2008 sztafeta AZS-AWF Kraków (w składzie : Krzysztof Jabłoński, Mateusz Pluta, Marcin Nowak, Dariusz Kuć) wynikiem 39,16 s pobiła klubowy rekord Polski seniorów. Uczestnik Młodzieżowych Mistrzostw Europy w Lekkoatletyce, gdzie odpadł w półfinale biegu na 200 metrów (Debreczyn 2007). Na tym samym dystansie zdobył złoty medal Mistrzostw Polski Juniorów w 2006. Pierwszym trenerem był Grzegorz Gryczka (reprezentant w zimowych igrzyskach olimpijskich w 2002 roku w Salt Lake City). Wieloletnim trenerem Pluty był Piotr Bora. 

## Rekordy życiowe
- bieg na 100 metrów – 10,31 s. (30 maja 2010, Kraków) – 20. wynik w historii polskiego sprintu[2]
- bieg na 200 metrów – 21,21 s. (2007)